# Parafia św. Mikołaja w Bydgoszczy-Fordonie
Parafia Świętego Mikołaja w Bydgoszczy – rzymskokatolicka parafia w Bydgoszczy, erygowana w XIV wieku. Należy do dekanatu Bydgoszcz V.
w latach 1975–1989 proboszczem parafii był ks. kanonik Stanisław Grunt (zm. 22 października 2021), który zabezpieczając grunty na terenie rozbudowującego się osiedla przyczynił się do powstania wielu fordońskich parafii. W stanie wojennym opiekun kobiet „Solidarności” internowanych w tutejszym areszcie.